# Carmen García de Merlo
Carmen García de Merlo (Valdepeñas, 27 de marzo de 1962) es una abogada y enfermera española, funcionaria del Ayuntamiento de Madrid. En 2018 fue elegida presidenta de COGAM, el Colectivo de Lesbianas, Gays, Transexuales y Bisexuales de Madrid. Se convirtió en la primera mujer transgénero en presidir la organización.

## Biografía
García de Merlo, mujer, trans y bisexual, nació en la localidad castellano-manchega de Valdepeñas, en 1962. Se licenció en Derecho por la Universidad Nacional de Educación a Distancia (UNED) y es Diplomada en Enfermería por la Universidad Complutense de Madrid (UCM), además de Técnica Superior en Prevención de Riesgos Laborales por la Universidad Carlos III de Madrid. En 1977 trasladó su residencia a Madrid.
Desde su infancia, García de Merlo fue consciente de que era mujer, aunque su partida de nacimiento reflejaba que era un varón. En su juventud pensó en cambiar de sexo, pero no llegó hacerlo en ese momento por temor a que su vida laboral como transexual pudiera verse limitada al ámbito de la prostitución y al mundo del espectáculo. Por tanto, continuó con su carrera profesional y se casó con una mujer, con quien tuvo dos hijos. Sin embargo, seguía manteniendo el deseo de realizar la transición de género, lo que la llevó a plantearse el suicidio, aunque finalmente acabó recurriendo a ayuda profesional.
En abril de 2016, con 54 años, García de Merlo decidió mostrarse por primera vez ante la sociedad como mujer, lo que le supuso la ruptura de la relación con sus hijos durante cinco años y tres años más hasta reunirse con ellos dos de nuevo.

## Activismo
Tras su transición, García de Merlo se convirtió en activista para luchar por los derechos de las personas transexuales. En 2017 pasó a formar parte del grupo Transcogam como voluntaria y en septiembre de 2018 se convirtió en presidenta de COGAM. Fue reelegida en el cargo dos años después.

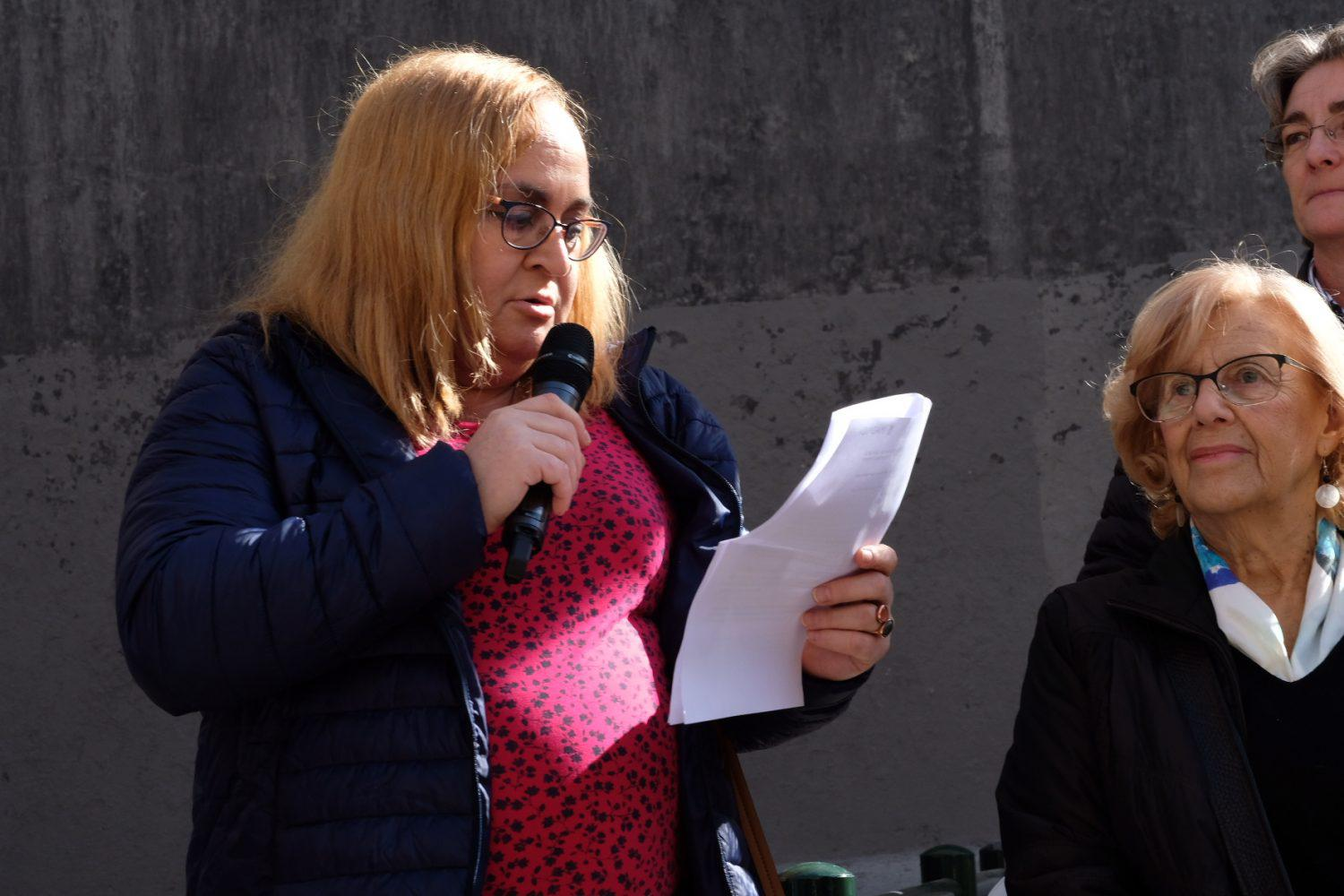
García de Merlo en la inauguración de la Plazuela de la Memoria Trans de Madrid

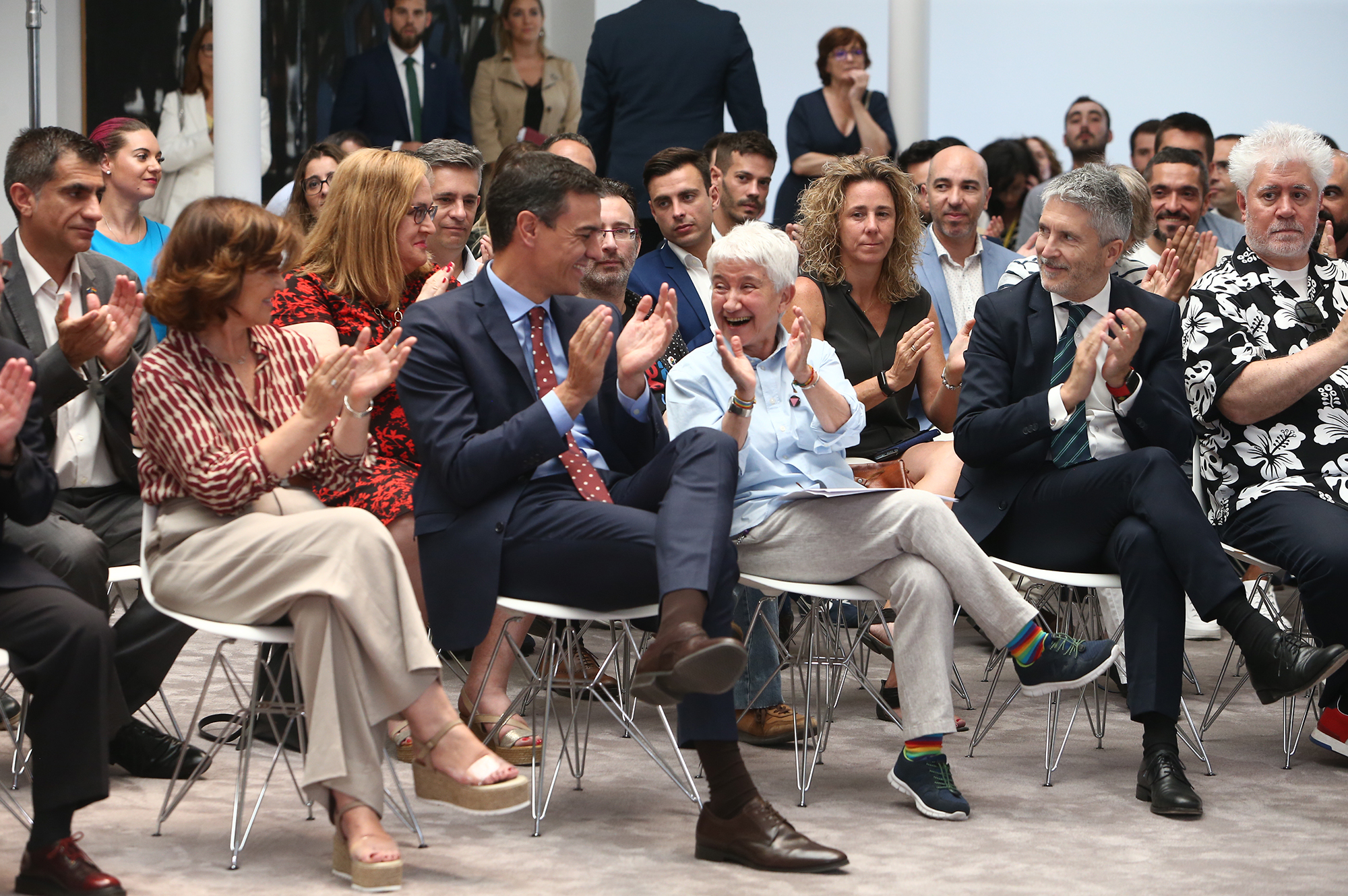
García de Merlo en el acto 'Orgullo de nuestra diversidad' 2019

Desde el inicio de su etapa como activista ha atendido a debates y entrevistas en diferentes medios de comunicación, además de participar en eventos y charlas en los que ponía de manifiesto la postura del COGAM para seguir protegiendo los derechos de las personas LGBT. En 2020 fue la encargada de inaugurar la muestra de cine LesGaiCineMad, año en el que el festival iniciaba una colaboración con la Academia de las Artes y las Ciencias Cinematográficas de España, con la proyección del documental del guionista Ferrán Navarro-Beltrán titulado La generación silenciosa, que narraba las historias de vida de personas LGBTIQ+ durante el franquismo y la Transición española.
En 2020 se escribió un libro, Diversas Libres y Nuestras. Vidas de mujeres LBT, como parte de las actividades del Orgullo por COGAM en el que están relatadas 20 historias de mujeres, la de García de Merlo entre ellas.

## Documental
En 2020 García de Merlo se convirtió en una de las protagonistas del documental Ellas. Dirigido por Pilar Monsell, está inspirado en el documental Vestida de azul, del director de cine Antonio Giménez-Rico, que fue presentado en el Festival Internacional de Cine de San Sebastián de 1983 y refleja desde un punto de vista neutral la realidad de las mujeres transgénero. Por su parte, Ellas muestra la dispar trayectoria vital que han seguido cinco mujeres transexuales españolas de diferentes generaciones a partir de una conversación moderada por la escritora y documentalista Valeria Vegas. En el documental participaron, además de la propia García de Merlo, la performer y activista Miryam Amaya, la artista multidisciplinar y maquilladora Alex Saint, y la protagonista de la serie de televisión española Veneno, Lola Rodríguez.